# Bartolomé Sureda y Miserol
Bartolomé Sureda y Miserol (Palma de Mallorca, 1769 - ibídem, 10 de marzo de 1851) fue un ilustrado español, que se desempeñó como director de la Real Fábrica del Buen Retiro y, más tarde, sucesor de la Real Fábrica de La Moncloa, ambas de porcelana en Madrid, así como de la Real Fábrica de Paños de Guadalajara, y la Real Fábrica de Cristales de La Granja, haciendo esta vidrio.

## Biografía
Bartolomé Sureda nació en Palma de Mallorca en 1769 en el seno de una familia de carpinteros. Seguramente era pariente de Honorat Miserol, un pintor mallorquín documentado en Roma durante la primera mitad del siglo XVIII. A los 16 años, en 1785, se matriculó por primera vez en la Escuela de Dibujo, instaurada tan solo siete años antes en Palma por la Sociedad Económica Mallorquina de Amigos del País.
Sureda se formó en Francia en 1800 en la fabricación de porcelana y textiles. Regresó a España en 1803, donde fue nombrado inicialmente Director de Trabajo, y Director de la Real Fábrica del Buen Retiro en 1807; aquí desarrolló porcelana de pasta dura que ayudó en la producción de calidad y en la mejora financiera de la empresa. Con la invasión francesa en 1808 y la eventual destrucción de la fábrica en 1812, Sureda regresó a Francia. Se sabía que estaba en Mallorca en 1817 y estuvo involucrado en la fabricación de "telas de estambre". Fue llamado a Madrid para dirigir la Real Fábrica de Paños de Guadalajara y también se le dio el cargo de director en funciones de la Real Fábrica de la Moncloa. En 1817, la nueva Real Fábrica de Porcelana de Moncloa se convierte en la sucesora del Buen Retiro. Todos los empleados de la fábrica destruida fueron reempleados en la nueva, y Sureda volvió a ser su director hasta 1820. En 1822, asumió la dirección de la Real Fábrica de Cristales de La Granja. Después de su retiro del servicio real el 13 de noviembre de 1829, regresó a Mallorca.
Fue llamado al Buen Retiro desde París, el 2 de septiembre de 1803 y, según consta en los registros, comenzó a trabajar en la fábrica a partir de octubre de 1803. Esto establece la datación de los retratos de Sureda y su esposa, Thérèse Louise, pintados por Goya y datados de 1803 a 1808; el traje usado para el retrato es de 1799, lo que también establece las fechas.
Cuando trabajó en el Buen Retiro, Sureda utilizó para sus trabajos de porcelana todos los materiales requeridos en la porcelana de pasta dura, similar a la que se utiliza en la de Sèvres, excepto el caolín y la escapolita calcinada, su sustituto; el plomo no se utilizó en sus obras. Para el acristalamiento utilizó fundente de feldespato puro (feldespato obtenido en Colmenar de Oreja). Extrajo materias primas de yacimientos cercanos a Madrid, la escapolita de Vallecas y el pedernal de Galapagar. La pasta de magnesio desarrollada por él, que utilizó ampliamente en la fabricación de la porcelana del Buen Retiro, se consideró única por su composición química, que permitía la cocción a diferentes temperaturas.
Siguió el estilo de pintura de Goya y, después de su jubilación del servicio real el 13 de noviembre de 1829, retornó a Mallorca, dedicando su tiempo a la ambición de su vida de pintar paisajes, temas religiosos y escenas generales. Murió el 10 de marzo de 1851. Su hijo, Alejandro Sureda, se convirtió en un destacado arquitecto.